# 羽賀亮平
羽賀 亮平（はが りょうへい、1988年9月17日 - ）は、日本のスピードスケート選手。バンクーバーオリンピック日本代表。

## 経歴
北海道帯広市出身。両親もスピードスケート選手であり、自身は6歳の時にスケートを始めた。帯広市立第八中学校、白樺学園高等学校、日本大学を経て現在日本電産サンキョー所属。小学校時代に所属していた陸上競技クラブには福島千里がいた。中学時代から短距離種目で好成績を残し、特にインカレでは史上3人目の500m4連覇を達成、1000mでも3連覇した。日本大学在学中の2009年にワールドカップにデビュー。現在までの総合の最高成績は2009/10シーズンの500m11位である。2010年のバンクーバーオリンピックでは1000mに出場したが29位に終わった。同年全日本スプリント選手権で初優勝。2012年にも同選手権で優勝し、世界スプリント選手権では1日目に500mで全体2位の好タイムを出した。世界選手権では2010年の世界スプリント選手権で総合10位となったのが最高である。